# 你在哪裡 (賈斯汀·比伯歌曲)
〈你在哪裡〉是加拿大歌手贾斯汀·比伯和美國電音雙人團體Jack Ü所合作的單曲，2015年2月27日由大西洋唱片發行。

## 曲目列表
- 數位下載– EP

1. "你在哪裡" (Kaskade Remix) – 5:07
2. "你在哪裡" (Rustie Remix) – 3:59
3. "你在哪裡" ((Marshmello Remix) – 3:26
4. "你在哪裡" (Ember Island Cover) – 2:32

- Drip.com bonus track

1. "你在哪裡" (Kaskade Radio Edit) – 3:56

## 發行歷史
| 地區   | 日期          | 格式                   | 版本                                                    | 參考               |
| ------ | ------------- | ---------------------- | ------------------------------------------------------- | ------------------ |
| 德國   | 2015年2月27日 | 數位音樂下載           | 大西洋唱片 Mad Decent  Owsla  | [ 1 ]              |
| 義大利 | 2015年2月27日 | 數位音樂下載           | 大西洋唱片 Mad Decent  Owsla  | [ 2 ]              |
| 西班牙 | 2015年2月27日 | 數位音樂下載           | 大西洋唱片 Mad Decent  Owsla  | [ 3 ]              |
| 英國   | 2015年2月27日 | 數位音樂下載           | 大西洋唱片 Mad Decent  Owsla  | [ 4 ]              |
| 美國   | 2015年2月27日 | 數位音樂下載           | 大西洋唱片 Mad Decent  Owsla  | [ 5 ]              |
| 美國   | 2015年4月21日 | 當代流行電台           | 大西洋唱片 Mad Decent  Owsla  | [ 6 ]              |
| 義大利 | 2015年5月1日  | 電台播放               | 大西洋唱片 Mad Decent  Owsla  | [ 7 ]              |
| 全球   | 2015年6月16日 | 數位音樂下載 (重混 EP) | 大西洋唱片 Mad Decent  Owsla  | [ 8 ] [ 9 ] [ 10 ] |